# Veronika Ehrich
Veronika Ehrich geb. Ullmer (* 27. April 1945 in Großenbehringen) ist eine deutsche Germanistin, Linguistin und Hochschullehrerin.

## Leben und Wirken
Veronika Ehrich studierte Germanistik, Philosophie und Politikwissenschaft an den Universitäten Köln und Berlin und legte 1972 das erste Staatsexamen für den höheren Schuldienst ab. Von 1975 bis 1977 war sie als wissenschaftliche Assistentin an der Universität Düsseldorf tätig und promovierte 1975/76 an der Universität Bielefeld. Von 1977 bis 1994 war sie wissenschaftliche Mitarbeiterin am Max-Planck-Institut für Psycholinguistik in Nijmegen, unterbrochen von einem Forschungsaufenthalt an der University of California, Berkeley (1980 bis 1982). Im Jahre 1992 habilitierte sie sich für Germanistische Linguistik an der Universität Köln und wurde 1994 Professorin für dieses Gebiet an der Eberhard Karls Universität Tübingen. Von 1999 bis 2001 amtierte sie an dieser Universität als Prorektorin für Lehre.

## Veröffentlichungen (Auswahl)
- (mit Günter Saile): Über nicht-direkte Sprechakte. In: Dieter Wunderlich (Hrsg.): Linguistische Pragmatik (= Schwerpunkte Linguistik und Kommunikationswissenschaft, Bd. 12). Athenäum, Wiesbaden 1972, S. 255–287, ISBN 3-7610-4712-6.
- Pragmatische Restriktionen der Bedeutung von relativen Adjektiven und Vergleichssätzen. In: Veronika Ehrich (Hrsg.): Beiträge zur Grammatik und Pragmatik (= Skripten Linguistik und Kommunikationswissenschaft, Bd. 12). Scriptor-Verlag, Königstein/Ts. 1975, S. 141–154, ISBN 3-589-20072-3.
- (mit Renate Bartsch u. Jürgen Lenerz): Einführung in die Syntax. Scriptor-Verlag, Königstein/Ts. 1977, ISBN 3-589-00056-2.
- Zur Syntax und Semantik von Substantivierungen im Deutschen (= Monographien Linguistik und Kommunikationswissenschaft, Bd. 29). Scriptor-Verlag, Königstein/Ts. 1977, ISBN 3-589-20533-4. ISBN 3-589-00056-2
- Da and the system of spatial deixis in German. In: Jürgen Weissenborn/Wolfgang Klein (Hrsg.): Here and there. Cross-linguistic studies on deixis and demonstration (= Pragmatics & beyond, Bd. 3, 2/3). Benjamins, Amsterdam 1982, S. 43–63, ISBN 90-272-2519-2.
- (Hrsg.): Temporalsemantik. Beiträge zur Linguistik der Zeitreferenz (= Linguistische Arbeiten, Bd. 201). Niemeyer, Tübingen 1988, ISBN 3-484-30201-1.
- (mit Heinz Vater): Das Perfekt im Dänischen und Deutschen. In: Werner Abraham (Hrsg.): Tempus – Aspekt – Modus. Die lexikalischen und grammatischen Formen in den germanischen Sprachen (= Linguistische Arbeiten, Bd. 237). Niemeyer, Tübingen 1989, S. 103–132, ISBN 3-484-30237-2.
- Hier und jetzt. Studien zur lokalen und temporalen Deixis im Deutschen (= Linguistische Arbeiten, Bd. 283). Niemeyer, Tübingen 1992, ISBN 3-484-30283-6.
- Wertsteigerung und Wertverlust. Die Veränderung der Valenz. In: Christa Dürscheid (Hrsg.): Sprache im Fokus. Festschrift für Heinz Vater. Niemeyer, Tübingen 1997, S. 259–276, ISBN 3-484-73034-X.
- (mit Irene Rapp): Sortale Bedeutung und Argumentstruktur: ung-Nominalisierungen im Deutschen. In: Zeitschrift für Sprachwissenschaft, Jg. 2000, S. 245–303.
- Was nicht müssen und nicht können (nicht) bedeuten können: Zum Skopus der Negation bei den Modalverben des Deutschen. In: Reimar Müller/Marga Reis (Hrsg.): Modalität und Modalverben im Deutschen (= Linguistische Berichte, Sonderheft, Bd. 9). Buske, Hamburg 2001, S. 149–176, ISBN 3-87548-254-9.
- On the verbal nature of certain nominal entities. In: Ingrid Kaufmann/Barbara Stiebels (Hrsg.): More than words. A Festschrift for Dieter Wunderlich (= Studia grammatica, Bd. 53). Akademie-Verlag, Berlin 2002, S. 69–89, ISBN 3-05-003759-8.
- (Mithrsg.): Koordination und Subordination im Deutschen (= Linguistische Berichte, Sonderheft, Bd. 16). Buske, Hamburg 2009, ISBN 978-3-87548-549-3.

Außerdem zahlreiche Aufsätze in Fachzeitschriften.